# Pena de morte em Cuba
A pena de morte é uma pena legal em Cuba, porém raramente é usada. As últimas execuções foram em 2003. A legislação nacional prevê pena de morte para assassinato, ameaça cometer assassinato, estupro agravado, terrorismo, seqüestro, pirataria, tráfico e fabricação de drogas, espionagem e traição. O método típico é a execução por esquadrão de tiro.

## Visão geral
A Constituição de Cuba de 1940 proibiu a pena de morte por ofensas em tempos de paz, mas a pena foi oficialmente restabelecida por lei e na prática após a Revolução Cubana, de 1959. Fontes sugerem que muitos mais foram executados desde 1959, em comparação com as estatísticas oficiais. As últimas frases foram comutadas em dezembro de 2010.
As últimas execuções registradas foram em 11 de abril de 2003, O caso dizia respeito a três homens que foram considerados culpados por terem sequestrado uma balsa Regla. O sequestro ocorreu em 4 de abril de 2003; durante o incidente, os autores alegaram ter ameaçado matar passageiros, exigindo combustível suficiente para viajar para os Estados Unidos.

Em 2010, as sentenças de todos os presos restantes no corredor da morte em Cuba foram comutadas. Até o momento, nenhuma sentença de morte foi proferida. 